# Борисово (Дмитровский городской округ)
Бори́сово — село в Дмитровском городском округе Московской области. С 1954 года находилось в составе Внуковского сельсовета, с 1994 года — в составе Внуковского сельского округа. Население — 267 чел. (2010).
С 2005 по 2018 года входило в состав городского поселения Дмитров Дмитровского района Московской области.

## География
Село расположено возле города Дмитрова, на западе располагается бывшая деревня Одинцово (сейчас улица Одинцово). На севере находится деревня Митькино, на востоке деревня Ближнево.
Возле села протекает речка Березовец, образуя Борисовские пруды.

## История
Первое упоминание о селе относится к 1563 г.: «… а писана та Чудова монастыря вотчина, село Борисовское — по царя и великого князя Ивана Васильевича всея Руси, жалованной грамоте 63 году».
Село Борисово Повельского стана в первой половине XVII века принадлежало Чудову монастырю Москвы.
Во время польско-литовского нашествия село сильно пострадало: было разорено, церковь сгорела. На 1627—29 года в Борисово числится 3 крестьянских и 1 бобыльский двор. К селу приписаны пустыши: Грибасово, Трощейково и Яковлево.
На 1751 год в селе числилось: 1 духовный двор (8 человек), 21 крестьянских (216 человек) и 5 бобыльских (9 человек). Мужских душ — 111, всего 233 души. В церковный приход входило лишь село Борисово.
В 1764 году происходит секуляризационная реформа после екатерининского указа, принадлежащие монастырю земли переходят в управление Государственной коллегии экономии.
В начале XX века активно добывался камень в оврагах у села Борисово, деревень Митькино, Матцево (Матусово) и в других местах. Камень использовался для мощения дорог в Дмитровском уезде. Также камень вывозился с ближайших железнодорожных станций в Москву.
На 1913 год в селе Борисово Ильинской волости Дмитровского уезда было 24 двора, также располагался кирпичный завод Клятова.
После революции 1917 года село входило входило в созданный Митькинский сельсовет до 1954 года, затем, после объединения сельсоветов, — во Внуковский сельсовет.
В 1926 году, согласно Всесоюзной переписи, в Борисово числилось 24 сельских хозяйства, 130 человек.
19 марта 1934 года Постановлением Президиума Мособлисполкома из земель колхоза села Борисово 2,7 Га под рабочий посёлок карьера Дмитлага. Взамен выделялось 2,5 Га пашни возле кирпичного завода МВС.
После 1940-х годов производилась интенсивная добыча ресурсов (песок, гравий) в районе бывшей деревни Одинцово. Что обусловило рельеф на западе от Борисово: овраги, пустоты и низины (бывшие песчаные карьеры), образованные речкой Березовец на месте выемок грунта Борисовские пруды.
Село относилось к Митькинскому отделению Внуковского совхоза, образованному в начале 1960-х годов на базе местных колхозов.

### Успенская церковь
Деревянная церковь Успения Пресвятой Богородицы была заложена в XVI веке. Во время польско-литовского нашествия церковь сгорела.
В 1721 году началось строительство кирпичной церкви Успение Пресвятой Богородицы. На церковь была наложена дань: 32 алтын и 5 денег.
Завершение постройки новой церкви - между 1883 и 1892 годами.
Церковь представляла собой одноглавый храм с шатровой колокольней.
В советские годы в бывшем храме располагался сельский клуб. В 1980-х годах церковь была разрушена. В 2007 году на месте бывшей церкви был поставлен крест.

### Новейшая история
В 1981 году продолжилось строительство возле села Борисово и деревни Митькино Дмитровского экспериментального комбината арболитовых конструкций и изделий (ДЭКАКИ). В 1992 года преобразован в Дмитровский арболитовый комбинат. В 1996 году комбинат закрылся.
По состоянию на 2023 год действует автобусная остановка «Арболитовый завод».
В селе Борисово появляется новая улица ПМК-СН с частными домами.
В 2023 году большая (западная) часть двухэтажных многоквартирных домов относилась к деревне Митькино, меньшая (восточная) — к селу Борисово.
В 2003 году на территории арболитового комбината разместился Дмитровский стекольный завод, выпускающий стеклянную тару под напитки. Завод расположен в селе Борисово.

## Население
| 2002 | 2006 | 2010 |
| ---- | ---- | ---- |
| 285  | ↘264 | ↗267 |

## Достопримечательности
В селе установлен памятник односельчанам, погибшим в годы Великой Отечественной войны. Памятник имеет форму обелиска со звездой на вершине и прикрепленной памятной доской с 17 именами погибших.